# Pawel Iwanowitsch Nebolsin
Pawel Iwanowitsch Nebolsin (russisch Павел Иванович Небольсин; * 1817 im Gouvernement Nischni Nowgorod; † 18. Augustjul. / 30. August 1893greg. in Wilna) war ein russischer Jurist, Geograph, Ethnograph, Hochschullehrer und Forschungsreisender.

## Leben
Nebolsin stammte aus einer Adelsfamilie. Er besuchte das 3. St. Petersburger Gymnasium (Abschluss 1834) und studierte an der Universität St. Petersburg in der Juristischen Fakultät mit Abschluss 1838. Darauf diente er als Junior-Sekretärsassistent in der 1. Abteilung des Strafrechts-Departement des Regierenden Senats.
Als der Goldrausch in Sibirien seinen Höhepunkt erreichte und 1844 Ernst Reinhold Hofmanns Buch über die Goldsucher Ostsibiriens erschien, ging Nebolsin in den Altai und verschaffte sich die Genehmigung zum Goldabbau. Daneben erforschte er den Altai und die Geschichte der sibirischen Kosaken und insbesondere die der Kosaken der Bijsker Festungslinie. Seine Essays über die sibirischen Goldgruben erschienen 1847 in den Otetschestwennyje Sapiski. Daraus entstand ein Reisebericht, den er 1848 als Buch veröffentlichte. Das folgende Buch über die Eroberung Sibiriens (1848) enthielt die hier erstmals abgedruckte vollständige Stroganow-Chronik aus dem 17. Jahrhundert als Anhang. Im dritten Buch schilderte er die Reise von St. Petersburg nach Barnaul (1850).
Nebolsin wurde 1848 in den Kader der Kaiserlichen Russischen Geographischen Gesellschaft (RGO) gewählt. Im Auftrag der RGO unternahm er 1850–1851 eine Reise in die Gebiete am Kaspischen Meer und in das Land der Bökey-Horde zur Erforschung des Handelsverkehrs zwischen Russland und Zentralasien. Von der RGO erhielt er einen Zuschuss von 500 Rubel und von dem Kaufmann und Mäzen Platon Golubkow 1000 Rubel. Als Ergebnis der Reise beschrieb Nebolsin in Büchern und Zeitschriftenartikeln das Land an der Wolga-Mündung und das Alltagsleben der Kalmücken, Kirgisen und Baschkiren sowie auch das Leben der Ural-Kosaken.
Nebolsin lehrte 1853–1862 an der St Petersburger Handelsschule Handels-Geographie und Statistik. Daneben war er ab 1856 Kanzleisekretär des Wirtschafts-Departements der Hauptverwaltung für Verkehr und öffentliche Gebäude und Mitglied des Zentralen Statistik-Komitees des Innenministeriums.
Für die RGO gab Nebolsin 1857 den Band XII der Sapiski heraus. Er half bei der Veröffentlichung der wissenschaftlichen Arbeiten des Kasachen Muchammed-Salich Babadschanow in St. Petersburg, dem 1862 die Silbermedaille der RGO verliehen wurde.
Ab 1863 war Nebolsin Mitglied des Amtes für Bauernangelegenheiten des Gouvernements Grodno sowie Mitglied der Anwaltskommission des Ujesd Brest und später des Ujesd Grodno. 1871 wurde er Sonderzensor für die innere Zensur der Stadt Wilna und blieb es bis zu seinem Tode.
Auch hier resultierten aus seiner Arbeit verschiedene Veröffentlichungen. Er lernte die aschkenasischen Juden kennen und beschrieb 1873 ihr Leben in Essays, denen die erste russische Übersetzung einer Mikwe-Ordnung beigefügt war.

## Ehrungen, Preise
- Schukowski-Preis der RGO zur Hälfte (1853, 250 Rubel)
- Demidow-Preis zur Hälfte (1856)